# Aeropuerto Internacional de Hamilton-Munro
El Aeropuerto Internacional Hamilton-Munro (del inglés: John C. Munro Hamilton International Airport) (IATA: YHM, OACI: CYHM), es un aeropuerto internacional en Hamilton, Ontario, Canadá. El aeropuerto es parte del vecindario de Mount Hope, 6 millas náuticas (11 km; 6.9 millas) al suroeste del centro de Hamilton y 64 km (40 millas) al suroeste de Toronto. El aeropuerto sirve a la ciudad de Hamilton y áreas adyacentes del sur de Ontario, incluida el área metropolitana de Toronto. El aeropuerto a veces se considera un aeropuerto secundario al Aeropuerto Internacional Toronto Pearson.
El aeropuerto se abrió en 1940 como Aeropuerto de Mount Hope, que era principalmente una base de la Real Fuerza Aérea Canadiense. El final de la Segunda Guerra Mundial vio el cierre de la base, y su conversión al uso civil atrajo servicios de pasajeros regionales e internacionales con conexiones a las principales ciudades canadienses y destinos estacionales. Los servicios regulares a Estados Unidos cesaron cuando el cercano Aeropuerto Internacional de Búfalo-Niágara ganó popularidad para los viajeros transfronterizos en la región, pero Hamilton siguió siendo una base importante para una serie de aerolíneas nacionales y transatlánticas de bajo costo.
Hamilton está diseñado para ser utilizado por aviones grandes en vuelos en el extranjero e incluye una pista de asfalto de 10,006 pies × 200 pies (3,050 m × 61 m) con iluminación central para operaciones de baja visibilidad, y una pista de asfalto más pequeña de 6,010 pies × 150 pies (1,832 m × 46 m). Está clasificado como un aeropuerto de entrada por Nav Canada y cuenta con el personal de la Agencia de Servicios Fronterizos de Canadá (CBSA). Como el "mayor aeropuerto de carga urgente durante la noche" de Canadá, Hamilton maneja grandes operaciones de carga con aviones como el Boeing 747 o el Antonov An-124. El Museo del Patrimonio del Avión de combate canadiense se encuentra adyacente al aeropuerto.

## Información
En el 2000, WestJet se expandió a la región este de Canadá escogiendo a Hamilton como su hub y vuela a destinos en Terranova y Labrador y Columbia Británica. En abril del 2004, WestJet movió su hub en el este de Hamilton al Toronto-Pearson. Mientras Hamilton preservó vuelos a varios destinos, todos las rutas entre Hamilton y Montreal y Ottawa se mudaron a Toronto. En paralelo, CanJet inició servicios a Hamilton en el 2003. Luego en el 2005, Air Canada Jazz anunció que llegaría a Hamilton con vuelos hacia Montreal y Ottawa, pero Canjet anunció el retiro de sus operaciones en Hamilton.

## Aerolíneas y destinos

### Pasajeros
| Aerolíneas      | Destinos |
| --------------- | --- |
| Porter Airlines | Calgary, Edmonton, Halifax, Vancouver Estacioanl: Cancún (inicia el 17 de diciembre de 2025), Fort Lauderdale (inicia el 13 de diciembre de 2025), Nasáu (inicia el 14 de diciembre de 2025), Orlando (inicia el 12 de diciembre de 2025), Puerto Vallarta (inicia el 18 de diciembre de 2025) |
| WestJet         | Calgary Estacional: Cancún (inicia el 25 de diciembre de 2025), Punta Cana (inicia el 19 de diciembre de 2025) |

Air Canada opera una conexión de autobús entre Hamilton y el Aeropuerto Internacional Toronto Pearson cuando se reservan vuelos con ellos.

### Carga
| Aerolíneas           | Destinos |
| -------------------- | --- |
| Amazon Air           | Calgary, Vancouver |
| Cargojet Airways     | Calgary, Cincinnati, Colonia/Bonn, Columbus–Rickenbacker, East Midlands, Edmonton, Halifax, Iqaluit, La Habana, Miami, Moncton, Montreal–Mirabel, Nueva York-JFK, Ottawa, Vancouver, Winnipeg |
| Castle Aviation      | Akron/Canton, Chicago–DuPage, Cleveland, Indianápolis |
| Central Mountain Air | Kingston (ON), Sudbury |
| DHL Aviation         | Anchorage, Chicago–O'Hare, Cincinnati |
| UPS Airlines         | Louisville |

### Destinos nacionales
Se brinda servicio a 4 ciudades dentro del país a cargo de 2 aerolíneas.
| Calgary (YYC)   | • | • |   | 1 |
| Edmonton (YEG)  | • |   |   | 1 |
| Halifax (YHZ)   | • |   |   | 1 |
| Vancouver (YVR) | • |   |   | 1 |
| Total           | 4 | 1 | 0 | 4 |

### Destinos internacionales
Se ofrece servicio a 6 destinos internacionales (estacionales), a cargo de 2 aerolíneas.
| Estados Unidos (2 destinos [estacionales], 2 aerolíneas)   |                                                       | |
| Fort Lauderdale                                            | Aeropuerto Internacional de Fort Lauderdale-Hollywood | Porter Airlines (Estacional) (inicia el 13 de diciembre de 2025)                                                             |
| Orlando                                                    | Aeropuerto Internacional de Orlando                   | Porter Airlines (Estacional) (inicia el 12 de diciembre de 2025)                                                             |
| México (2 destinos [estacionales], 2 aerolíneas)           |                                                       | |
| Cancún                                                     | Aeropuerto Internacional de Cancún                    | Porter Airlines (Estacional) (inicia el 17 de diciembre de 2025) / WestJet (Estacional) (inicia el 25 de diciembre de 2025), |
| Puerto Vallarta                                            | Aeropuerto Internacional de Puerto Vallarta           | Porter Airlines (Estacional) (inicia el 18 de diciembre de 2025)                                                             |
| El Caribe                                                  |                                                       | |
| Bahamas (1 destino [estacional], 1 aerolínea)              |                                                       | |
| Nasáu                                                      | Aeropuerto Internacional Lynden Pindling              | Porter Airlines (Estacional) (inicia el 14 de diciembre de 2025)                                                             |
| República Dominicana (1 destino [estacional], 1 aerolínea) |                                                       | |
| Punta Cana                                                 | Aeropuerto Internacional de Punta Cana                | WestJet (Estacional) (inicia el 19 de diciembre de 2025)                                                                     |
| Total: 6 destinos (estacionales), 4 países, 2 aerolíneas   |                                                       | |

## Estadísticas

### Tráfico anual
| Año  | Pasajeros | % Cambio    |
| ---- | --------- | ----------- |
| 2010 | 387,831   | Sin cambios |
| 2011 | 332,659   | 14.2%       |
| 2012 | 351,491   | 5.6%        |
| 2013 | 341,740   | -2.8%       |
| 2014 | 332,378   | -2.7%       |
| 2015 | 312,839   | -5.9%       |
| 2016 | 333,368   | 6.7%        |
| 2017 | 599,146   | 80%         |
| 2018 | 725,630   | 21%         |
| 2019 | 955,373   | 32%         |
| 2020 | 329,193   | -66%        |
| 2021 | 250,019   | -24%        |
| 2022 | 645,789   | 158%        |
| 2023 | 820,011   | 27%         |
| 2024 | 329,193   | -60%        |